# Campodorus nubilis
Campodorus nubilis là một loài tò vò trong họ Ichneumonidae.